# Cyperus eremicus
Cyperus eremicus är en halvgräsart som beskrevs av Ilkka Toivo Kalervo Kukkonen. Cyperus eremicus ingår i släktet papyrusar, och familjen halvgräs. Inga underarter finns listade i Catalogue of Life.